# Overdrive (2017)
Overdrive ist ein französischer Action-Thriller aus dem Jahr 2017. Regie führte Antonio Negret, das Drehbuch schrieben Michael Brandt und Derek Haas. Der Film kam am 29. Juni in die deutschen Kinos.

## Handlung
Die Brüder Andrew und Garrett Foster haben sich auf Autodiebstähle spezialisiert, doch rauben sie nicht einfach irgendwelche Autos, sondern nur das Beste vom Besten. Für einen Mafia-Boss sollen sie ein seltenes Auto beschaffen, andernfalls bringt dieser Andrews Verlobte Stephanie um, die er als Geisel gefangen hält.
Die beiden ungleichen Brüder Andrew und Garrett Foster haben eine Woche Zeit um diesen 1962er Ferrari 250 GTO zu beschaffen.

## Kritiken
Der Film erhielt überwiegend negative Kritiken. Andreas Staben von Filmstarts.de schrieb: „… wer nach der Materialschlacht in Fast & Furious 8 noch immer Bock auf kostspielige Karossen und krachende Karambolagen hat, der kann sich Overdrive ruhigen Gewissens als durchaus vergnügliche Dreingabe ansehen“.